# Веракрус (футбольный клуб)
«Веракру́с» (исп. Veracruz), полное название «Тибуро́нес Ро́хос де Веракру́с» (исп. Tiburones Rojos de Veracruz, «Красные акулы из Веракруса») — мексиканский футбольный клуб из города Веракрус. На момент расформирования из-за многочисленных долгов в декабре 2019 года выступал в Лиге МХ, высшем дивизионе страны.

## История
«Веракрус» был основан 9 апреля 1943 года. В сезоне 1945—1946 клуб сыграл 18 игр: 14 побед и 4 ничьи. Также в этом сезоне Веракрус выиграл свой первый титул. В сезоне 1947—1948 клуб выиграл Мексиканский Кубок, победив Чивас со счетом 3:1. Вскоре Веракрус выиграл свой второй титул в сезоне 1949—1950, одержав самую крупную победу в истории футбола, обыграв Монтеррей со счетом 14:0. Годы спустя Веракрус заполучит таких известных игроков, как Рене Игита, Браулио Луна, Адольфо Риос, Луис Эрнандес, Фернандо Арсе, Альфредо Тена и других. Сезон 2004 года был одним из лучших для Веракрус. Тогда они заняли первое место, благодаря новым подписанным контрактам с Куаутемок Бланко, Кристианом Хименесом, Клебером Боасом и другими. В ночь на пятницу 25 апреля 2008 на Стадионе имени Луиса де ла Фуэнте, УНАМ Пумас победил Веракрус с окончательным счетом 4:2, отправив его во Второй Дивизион.
3 июня 2011 года было объявлено о том, что «Веракрус» снимается с чемпионата Лиги Ассенсо (вторая по уровню лига в Мексике) из-за финансовых проблем. Однако вскоре последовало объединение с клубом «Альбинегрос» из Орисабы (основан в 1898 году) под маркой «Тибуронес Рохос» (Веракрус). От клуба из Орисабы останется лишь запасная форма чёрно-белого цвета. Благодаря этому объединению «Веракрус» продолжит выступления в Лиге де Ассенсо в сезоне 2011/12.
По окончании сезона 2012/13 владельцы «Веракруса» выкупили клуб «Ла-Пьедад», который только что заработал повышение в высшую лигу. Они приняли решение расформировать «Ла-Пьедад» и использовать его место в высшей лиге для «Веракруса». Эта сделка позволила автоматически превратить «Тибуронес Рохос» из команды второго дивизиона в клуб высшей лиги.
Расформирован из-за многочисленных долгов 5 декабря 2019 года.

## Достижения
- Чемпион Мексики (2): 1945/46, 1949/50
- Обладатель Кубка Мексики (2): 1947/48, Кл. 2016
- Финалист Кубка Мексики (3): 1949/50, 1967/68, 1994/95